# ترمودینامیک تعادلی
ترمودینامیک تعادلی(به انگلیسی: Equilibrium thermodynamics) شاخه‌ای از علم ترمودینامیک است که به بررسی پدیده‌های ترمودینامیکی در سیستم هایی که در آن تعادل ترمودینامیکی برقرار است می‌پردازد.